# پراکندگی افقی درجه حرارت
پراکندگی افقی درجه حرارت در سطح کره زمین و در نواحی مختلف جغرافیایی به علل گوناگون متفاوت است. در این امر؛ علاوه بر تغییرات حاصل از گردش زمین و پیدایش فصول مختلف و اثرات روز و شب، تغییر مکان و جهت نیز از اهمیت ویژه‌ای بر خوردار است.

## درجه حرارت هوا
درجه حرارت یا دما عبارت از اندازه‌گیری انرژی  گرمایی است؛ که در خاک و هوا قابل سنجش می‌باشد.
تمام ارگانیسم‌ها به صورت مستقیم از این حرارت متاثرند.
بیان انرژی نشان می‌دهد که دما در نتیجه تغییرات انرژی تابشی تغییر می‌کند.

## پراکندگی افقی درجه حرارت
نقشه‌های پراکندگی درجه حرارت روی زمین تهیه و ترسیم شده‌است.در این نقشه‌ها درجه حرارت دیده‌بانی شده نواحی مختلف به درجه حرارت سطح دریا تبدیل می‌گردد. بدین ترتیب که برای هر ۱۰۰۰ متر کاهش ارتفاع تقریباً ۶ درجه سانتی گراد یر درجه حرارت دیده‌بانی اضافه می‌کند. عرض جغرافیایی از عوامل بسیار مهم این پراکندگی است؛ ولی به تنهایی نمی‌تواند عامل محدود کننده‌ای باشد، زیرا در این صورت باید نقشه‌های پراکندگی درجه حرارت جهانی که تبدیل به سطح دریا شده باشد
نشان دهنده تعدادی خطوط هم دمای موازی با مدار باشد، در صورتی که واقعیت جز این است. به طوری که در بحث مربوط به تابش وتشعشع گفته شد گرم شدن نواحی مختلف روی زمین به دلایل مختلف، متفاوت است.
اختلاف پراکندگی آب‌ها و خشکی‌ها در دو نیم کره همچنین اختلاف درجه حرارت بین خشکی‌ها و اب‌ها، سبب عمده اختلاف  درجه حرارت نیم کره شمالی با نیم کره جنوبی می‌باشد.
جریانات دریایی عامل مهم اثر دریاها در اختلاف درجه حرارت می‌باشد زیرا بر اثر جریانات دریایی توده‌های عظیمی از اب دریاها از ناحیه‌ای به ناحیه‌ای دیگر منتقل می‌گردد.
بدین ترتیب، جریان انتقال اب گرم از منطقه‌ای گرم باعث انتقال حرارت در جهت افقی ار ان منطقه به نواحی سرد می‌شود در مقابل جریانات سرد از منطقه قطب سبب اعتدال حرارت در عرض‌های پایین می‌گردند. جریان گلف استریم یک نمونه بسیار بارز از این جریانات می‌باشد این جریان دراقیانوس اطلس شمالی از خلیج مکزیک شروع شده و به سمت شمال شرقی، سواحل ارودا را تحت تأثیر قرار می‌دهد.

## آنومالی دمایی
آنومالی های دما انحراف از میانگین بلندمدت است.
آنومالی یا بی هنجاری دما تفاوت بین مقدار واقعی و مقدار متوسط بلندمدت آن است. آنومالی دمانسبت به یک دوره پایه سنجیده می شود.
یک آنومالی مثبت نشان می دهد، دمای مشاهده شده گرم تر از خط پایه بوده است،درحالی که یک آنومالی منفی نشان می دهد،دمای مشاهده شده سردتر از دمای پایه است.
در مقایسه میانگین درجه حرارت یک نقطه با میانگین درجه حرارت تمام نقاط عرض جغرافیایی که از همان نقطه عبور می‌کند یک تفاوت دمایی مشاهده می‌گردد که این اختلاف حرارت را انومالی دمایی می‌گویند در منطقه حاره به علت جریانات سرد دریایی نواحی واقع در کرانه‌های شرقی خشکی‌های انومالی منفی دارد در مقابل مناطق واقع در کناره‌های غربی خشکی‌ها به علت جریانات اب گرم دارای آنومالی مثبت می‌باشد.

## عوامل مؤثر در پراکندگی افقی درجه حرارت
| ایستگاه     | عرض جغرافیایی | میانگین درجه حرارت گرمترین ماه سال |
| ----------- | ------------- | ---------------------------------- |
| والنتیا     | ۵۱            | اوت ۱۵٫۱                           |
| گوتینگن     | ۵۵            | ژانویه ۰٫۹                         |
| ورشو        | ۵۲            | ۸٫۹                                |
| پورت سمپسون | ۵۴            | ۱۳٫۷                               |

به‌طور کلی عوامل مؤثر در پراکندگی زمانی و مکانی درجه حرارت و تغییرات دوزانه وفصلی ان را به صورت زیر می‌توان بیان داشت.
1. شدت و مدت تابش خورشیدی
2. درجه ضایعات انرژی خورشیدی ضمن گذر از اتمسفر
3. طبیعت زمین، پراکندگی خشکی‌ها و دریاها، شیب وجهت ناهمواری‌ها، پوشش گیاهی، میزان نمناکی و خصوصیاتت نمناکی.
4. نسبت بین تشعشع زمینی و تشعشع اتمسفر
5. انرژی آزاد شده ویا مصرف شده در مواقع تبخیر، تراکم، یخبندان، ذوب
6. شدت وجهت انتقال انرژی به هنگام جریان‌های دریایی و حرکات افقی هوا.
7. انتقال انرژی، ضمن حرکات همرفتی هوا آشفتگی
8. ارتفاع

## تعیین شرایط حرارتی
تعیین شرایط حرارتی هر ناحیه وابسته به سه گروه از عوامل می‌باشد.
1. خصوصیات مربوط به تابش
2. خصوصیات زمین
3. عوامل مربوط به انتقال انرژی

دوعامل خصوصیات زمین و انتقال انرژی، ارتباط بسیار نزدیکی با خصوصیات جغرافیای طبیعی در هر منطقه دارند. به همین جهت، شرایط حرارتی تعیین شده به وسیله اقلیم خورشیدی، به علت اثر عوامل جغرافیای طبیعی در سطح وسیع ویا به نسبت‌های متغیر در طی زمان تعدیل می‌گردد. مثال :جدول نمونه